# Gosnell (Arkansas)
Gosnell ist eine City in Mississippi County im US-Bundesstaat Arkansas mit 3548 Einwohnern (Stand: 2014). Das Ortsgebiet hat eine Größe von 4,3 km².